# Zamzor
Zamzor (ros. Замзор) – osiedle w Rosji, w obwodzie irkuckim, w rejonie niżnieudińskim. W 2010 liczyło 1118 mieszkańców.